# Meridarchis
Meridarchis är ett släkte av fjärilar. Meridarchis ingår i familjen Carposinidae.

## Dottertaxa tillMeridarchis, i alfabetisk ordning[1]
- Meridarchis alta
- Meridarchis anisopa
- Meridarchis bifracta
- Meridarchis bryodes
- Meridarchis bryonephela
- Meridarchis caementaria
- Meridarchis capnographa
- Meridarchis celidophora
- Meridarchis chionochalca
- Meridarchis concinna
- Meridarchis cosmia
- Meridarchis creagra
- Meridarchis crotalus
- Meridarchis cuphoxylon
- Meridarchis drachmophora
- Meridarchis ensifera
- Meridarchis episacta
- Meridarchis erebolimnas
- Meridarchis eremitis
- Meridarchis excisa
- Meridarchis famulata
- Meridarchis globifera
- Meridarchis globosa
- Meridarchis goes
- Meridarchis heptaspila
- Meridarchis isodina
- Meridarchis jumboa
- Meridarchis longirostris
- Meridarchis luteus
- Meridarchis melanantha
- Meridarchis melanopsacas
- Meridarchis merga
- Meridarchis mesosticha
- Meridarchis monopa
- Meridarchis niphoptila
- Meridarchis octobola
- Meridarchis oculosa
- Meridarchis oxydelta
- Meridarchis pentadrachma
- Meridarchis phaeodelta
- Meridarchis picroscopa
- Meridarchis pseudomantis
- Meridarchis pusulosa
- Meridarchis reprobata
- Meridarchis scyrodes
- Meridarchis scythophyes
- Meridarchis theriosema
- Meridarchis trapeziella
- Meridarchis tristriga
- Meridarchis unitacta
- Meridarchis xerostola